# (590) Tomyris
(590) Tomyris – planetoida z pasa głównego asteroid okrążająca Słońce w ciągu 5 lat i 72 dni w średniej odległości 3 j.a. Została odkryta 4 marca 1906 roku w Landessternwarte Heidelberg-Königstuhl w Heidelbergu przez Maxa Wolfa. Nazwa planetoidy pochodzi od Tomyris, królowej Massagetów (została zainspirowana literami oznaczenia asteroidy [1906 TO] w imieniu TOmyris). Przed jej nadaniem planetoida nosiła oznaczenie tymczasowe (590) 1906 TO.